# 科沙爾卡
47°28′20″N 29°36′6″E / 47.47222°N 29.60167°E
科沙爾卡（烏克蘭語：Кошарка）是位於烏克蘭西南部的村莊，由敖德萨州羅茲季利納區的扎哈里夫卡市鎮負責管轄。該村始建於1849年，面積0.58平方公里，海拔高度102米，2001年人口136，人口密度每平方公里234.48人。